# Jossgrund
Jossgrund település Németországban, Hessen tartományban. Lakosainak száma 3429 fő (2023. december 31.). Jossgrund Flörsbachtal és Biebergemünd községekkel határos.

## Népesség
A település népességének változása:
| Lakosok száma | 3468 | 3465 | 3371 | 3453 | 3429 |
|               | 2017 | 2019 | 2021 | 2022 | 2023 |